# Crypsis (geslacht)
Crypsis is een geslacht uit de grassenfamilie (Poaceae). De naam is afgeleid van het Griekse kryptos wat verborgen betekent. De soorten van dit geslacht komen voor in Europa, Afrika, Azië, Australazië en Noord-Amerika. Het geslacht werd voor het eerste beschreven door de Schotse botanicus William Aiton.